# Joana Sofia de Baviera
Joana Sofia de Baviera (c. 1373-1410) fou la filla menor del duc Albert I de Baviera i la seva primera esposa Margarita de Brieg. Fou membre de la Casa de Wittelsbach.
El 24 d'abril de 1390, Jona Sofia es casà amb el duc Albert IV d'Àustria a Viena. El matrimoni va acabar amb una disputa entre el pare de Jona Sofia i el pare d'Albert, Albert III d'Àustria. El pare de Joana Sofia va acordar el pagament de 10 000 pfennigs i va donar a Albert III la fortalesa de Natternberg i la ciutat de Deggendorf.
El matrimoni va tenir dos fills, tots dos van sobreviure fins a edat adulta. Varen ser:
1. Albert V (16 d'agost de 1397 - 27 d'octubre de 1439, Neszmély, Hongria).
2. Margarita (26 de juny de 1395, Viena - 24 de desembre de 1447), es va casar en Landshut el 25 de novembre de 1412 amb el duc Enric XVI de Baviera.[1]

Albert solia discutir amb els membres de la família de Joana Sofia, com el seu cunyat Venceslau de Luxemburg i el seu mig germà Segimon de Luxemburg. Això només va acabar quan Albert va morir en 1404. Jona Sofia va arreglar matrimonis per als seus fills. Ella va fer negociacions amb Frederic de Baviera, per casar a la seva filla Margarita amb el seu fill, Enric XVI de Baviera. Enric i Margarita es van casar dos anys després de la mort de Jona Sofia.
El seu fill Albert es va casar amb Elisabet de Luxemburg, l'única filla de l'emperador Segismon.
Joana Sofia morí als trenta-sis o trenta-set anys a Viena.